# Albrecht Kossel
Ludwig Karl Martin Leonhard Albrecht Kossel (Rostock, Alemania; 16 de septiembre de 1853-Heidelberg, Alemania; 5 de julio de 1927) fue un médico alemán.

## Biografía
Hijo de Albrecht Kossel, cónsul de Prusia y su esposa Clara. Estudia medicina en la Universidad de Rostock y en 1872 continúa sus estudios en la Universidad de Estrasburgo, donde recibe lecciones de Bary, Waldeyer, Kundt, Baeyer y Felix Hoppe-Seyler. Obtiene la licenciatura en 1878.
Dirigió el Instituto de Fisiología de Berlín. Más tarde accede a la Cátedra de Fisiología de Marburgo, siendo titular de la misma en Heidelberg, ciudad donde fallece en 1927.
Descubrió los ácidos nucleicos. A este bioquímico alemán le fue otorgado el Premio Nobel de Fisiología o Medicina en 1910 por sus contribuciones en el desciframiento de la química de ácidos nucleicos y proteínas, descubriendo los ácidos nucleicos, bases en la molécula de ADN, que constituye la sustancia genética de la célula.
Su vocación de investigador le introdujo en el área de la fisiología celular y siguiendo los descubrimientos de Miescher comenzó a desarrollar una serie de estudios que le llevaron a importantes conclusiones sobre la síntesis de las proteínas, a destacar la importancia de las enzimas y a intuir el papel de los ácidos nucleicos en la herencia. Establece las bases de la estructura del ADN, al estudiar las nucleínas (nucleoproteínas) mostrando que consistían en una porción proteica y otra no-proteica (ácidos nucleicos).
Posteriormente, describe sus componentes, distinguiendo entre adenina, citosina, guanina, timina y uracilo. Kossel estableció las bases que condujeron a esclarecer la estructura del ADN.
" … his elucidation of the chemical nature of some building blocks that make up nucleic acids and chromatine has secured immortality for this exceedingly modest and almost shy man."